# Diamentowa Liga 2013
Samsung Diamentowa Liga 2013 – czwarta edycja prestiżowych zawodów Diamentowej Ligi na świecie. W 2013 roku pierwszy mityng tradycyjnie odbył się w stolicy Kataru Doha na stadionie Qatar SC Stadium. Po 27 lipca w zawodach trwała blisko miesięczna przerwa ze względu na mistrzostwa świata.

## Kalendarz
| Data              | Mityng                          | Miasto     | Stadion                        | Wyniki    |
| ----------------- | ------------------------------- | ---------- | ------------------------------ | --------- |
| 10 maja           | Qatar Athletic Super Grand Prix | Doha       | Qatar SC Stadium               | Rezultaty |
| 19 maja           | Shanghai Golden Grand Prix      | Szanghaj   | Shanghai Stadium               | Rezultaty |
| 25 maja           | Adidas Grand Prix               | Nowy Jork  | Icahn Stadium                  | Rezultaty |
| 31 maja–1 czerwca | Prefontaine Classic             | Eugene     | Hayward Field                  | Rezultaty |
| 6 czerwca         | Golden Gala                     | Rzym       | Stadio Olimpico                | Rezultaty |
| 13 czerwca        | Bislett Games                   | Oslo       | Bislett Stadion                | Rezultaty |
| 30 czerwca        | Aviva Birmingham Grand Prix     | Birmingham | Alexander Stadium              | Rezultaty |
| 4 lipca           | Athletissima                    | Lozanna    | Stade Olympique de la Pontaise | Rezultaty |
| 6 lipca           | Meeting Areva                   | Paryż      | Stade de France                | Rezultaty |
| 19 lipca          | Herculis                        | Monako     | Stadion Ludwika II             | Rezultaty |
| 26–27 lipca       | Aviva London Grand Prix         | Londyn     | Crystal Palace                 | Rezultaty |
| 22 sierpnia       | DN Galan                        | Sztokholm  | Stadion Olimpijski             | Rezultaty |
| 29 sierpnia       | Weltklasse Zürich               | Zurych     | Letzigrund Stadion             | Rezultaty |
| 6 września        | Memorial Van Damme              | Bruksela   | Stadion Króla Baudouina I      | Rezultaty |

## Zwycięzcy
| Konkurencja                        |                         | Punkty |
| Mężczyźni                          |                         |        |
| Bieg na 100 metrów                 | Justin Gatlin           | 14     |
| Bieg na 200 metrów                 | Warren Weir             | 18     |
| Bieg na 400 metrów                 | LaShawn Merritt         | 20     |
| Bieg na 800 metrów                 | Mohammed Aman           | 22     |
| Bieg na 1500 metrów                | Ayanleh Souleiman       | 18     |
| Bieg na 5000 metrów                | Yenew Alamirew          | 19     |
| Bieg na 3000 metrów z przeszkodami | Conseslus Kipruto       | 15     |
| Bieg na 110 metrów przez płotki    | David Oliver            | 18     |
| Bieg na 400 metrów przez płotki    | Javier Culson           | 15     |
| Skok wzwyż                         | Bohdan Bondarenko       | 26     |
| Skok o tyczce                      | Renaud Lavillenie       | 22     |
| Skok w dal                         | Aleksandr Mieńkow       | 18     |
| Trójskok                           | Christian Taylor        | 23     |
| Pchnięcie kulą                     | Ryan Whiting            | 26     |
| Rzut dyskiem                       | Gerd Kanter             | 16     |
| Rzut oszczepem                     | Vítězslav Veselý        | 18     |
| Kobiety                            |                         |        |
| Bieg na 100 metrów                 | Shelly-Ann Fraser-Pryce | 20     |
| Bieg na 200 metrów                 | Shelly-Ann Fraser-Pryce | 15     |
| Bieg na 400 metrów                 | Amantle Montsho         | 24     |
| Bieg na 800 metrów                 | Eunice Sum              | 12     |
| Bieg na 1500 metrów                | Abeba Aregawi           | 28     |
| Bieg na 5000 metrów                | Meseret Defar           | 18     |
| Bieg na 3000 metrów z przeszkodami | Milcah Chemos Cheywa    | 20     |
| Bieg na 100 metrów przez płotki    | Dawn Harper-Nelson      | 24     |
| Bieg na 400 metrów przez płotki    | Zuzana Hejnová          | 32     |
| Skok wzwyż                         | Swietłana Szkolina      | 20     |
| Skok o tyczce                      | Silke Spiegelburg       | 17     |
| Skok w dal                         | Shara Proctor           | 17     |
| Trójskok                           | Caterine Ibargüen       | 28     |
| Pchnięcie kulą                     | Valerie Adams           | 24     |
| Rzut dyskiem                       | Sandra Perković         | 32     |
| Rzut oszczepem                     | Christina Obergföll     | 25     |

## Polacy
W sezonie 2013 Diamentowej Ligi punktowało czworo polskich zawodników. Piotr Małachowski w konkurencji rzutu dyskiem zajął drugie miejsce (14 punktów). Poza tym Marcin Lewandowski w biegu na 800 metrów był szósty (1 punkt), Robert Urbanek w rzucie dyskiem był szósty (2 punkty) i  Artur Noga w biegu na 110 metrów przez płotki był siódmy (1 punkt).